# 玛丽亚·多洛雷丝·德科斯佩达尔
玛丽亚·多洛雷丝·德科斯佩达尔·加西亚（西班牙語：María Dolores de Cospedal García，1965年12月13日—），西班牙人民党政治人物，曾任人民党秘书长，卡斯蒂利亚-拉曼恰自治区主席，西班牙国防大臣。

## 生平

### 早年
1965年12月13日出生于马德里，在阿尔瓦塞特省长大，在阿尔瓦塞特市完成了中学学业。毕业后来到马德里，就读于CEU圣巴勃罗大学，获得法学执业学位。1991年通过国家律师选拔考试，成为国家律师团成员，做了5年公务员。
1995年，她与贵族何塞·费利克斯·巴尔迪维索-冈萨雷斯结婚。3年后离婚。她公开自称“德科斯佩达尔”，暗示其贵族身份。

### 政治生涯
1999年加入了人民党。2000年5月至2002年6月在阿斯纳尔政府公共行政部担任副职，2002年至2004年4月在内务部任职。2004年12月被马德里自治区主席埃斯佩兰萨·阿吉雷任命为马德里自治区政府运输与基础设施部长。
2006年6月被卡斯蒂利亚-拉曼恰自治区议会选派为西班牙国会参议院议员。2008年4月1日在第9届自治区议会选举中再次当选。2010年2月在参议院口头辩论中，她对国防大臣卡梅·查孔做出的关于将雷阿尔城中央机场转换为驻西班牙美军基地的问题提出了反驳意见。
在2008年第16届人民党全国代表大会中，她成功当选秘书长，也是该党的首位女性秘书长。由于身兼多个职位，2010年有报道证实她的年收入达到了20万欧元，引来了许多批评的声音。
在2011年5月卡斯蒂利亚-拉曼恰自治区议会选举中，人民党以564,335票获得25个议席，成为第一大党。在成功组阁后，她出任自治区主席。
2015年西班牙大选后，她就任众议院议员，代表托莱多选区。她于2016年2月24日至2016年5月3日担任新成立的“国家安全参众两院联合委员会”主席。2016年大选连任议员，并在第二次拉霍伊内阁中出任国防大臣，直到2018年6月因为政府不信任案下台。
拉霍伊辞职后，德科斯佩达尔参与了人民党主席竞选。她的主要竞争对手是索拉亚·萨恩斯·德圣玛丽亚和巴勃羅·卡薩多。在初选中，她以25.9％的选票获得第三名，未能晋级最终一轮竞选。她认为卡萨多会是最终的赢家。最终果不其然。
在卡萨多胜选后，她辞去了人民党秘书长职务，又于同年9月辞去了卡斯蒂利亚-拉曼恰人民党主席职位。9月13日至11月14日担任众议院外交事务委员会主席。
2018年11月7日，由于比利亚雷霍受贿案的牵连而离开众议院。2019年1月3日复出，继续律师生涯，在最高法院行政诉讼分庭工作。
2020年3月24日，有媒体报道，她与丈夫的2019新型冠状病毒检测结果呈阳性，但健康状况良好。2020年4月初已治愈。